# 塔季揚娜·索里娜

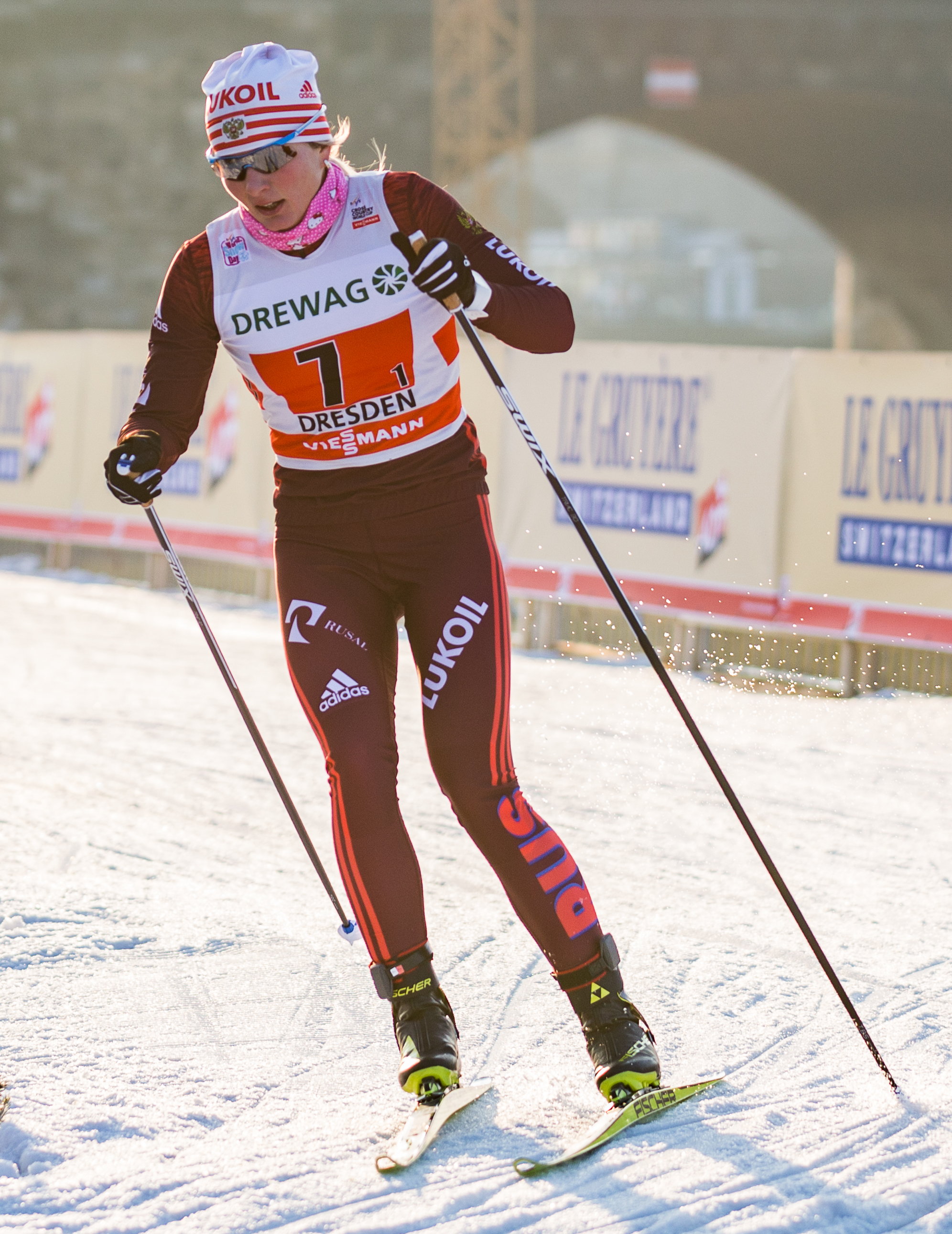
塔季扬娜·索里娜，2018年

塔季揚娜·索里娜（俄语：Татьяна Сорина，1994年4月13日—），俄羅斯越野滑雪運動員，她代表俄羅斯奧林匹克委員會隊參加了中國舉行的2022年冬季奧林匹克運動會，並且在女子4×5公里接力比賽上獲得金牌。